# 萨拉·图廷
萨拉·图廷（英語：Sarah Tueting，1976年4月26日—），美国女子冰球运动员。她曾代表美国国家队参加1998年和2002年冬季奥林匹克运动会冰球比赛，获得一枚金牌和一枚银牌。